# Псевдобеоспора
Псевдобео́спора (лат. Pseudobaeospora) — род грибов семейства рядовковые (Tricholomataceae).

## Описание
- Шляпка в молодом возрасте яйцевидной или колокольчатой, затем выпуклой формы, с бугорком в центре, с голой поверхностью. Пластинки свободные от ножки, редкие, лилового или лилово-коричневого цвета. Трама пластинок правильная.
- Ножка тонкая, расположенная по центру шляпки, в основании нередко с беловатым налётом, без кольца.
- Споровый порошок белого цвета. Споры гладкие, дектриноидные, продолговато-яйцевидной формы. Хейлоцистиды и плевроцистиды немногочисленны, у некоторых видов отсутствуют вовсе.

## Ареал и экология
Произрастают обычно в горах, с ольхой, елью, сосной, лиственницей и рододендроном.

## Таксономия

### Виды
- Pseudobaeospora albidula Bas 2002
- Pseudobaeospora aphana Vellinga 2009
- Pseudobaeospora basii Adamcík & Ripková 2004
- Pseudobaeospora calcarea Clémençon & Ayer 2007
- Pseudobaeospora celluloderma Bas 2002
- Pseudobaeospora chilensis E. Horak 1964
- Pseudobaeospora citrina Rawla 1991
- Pseudobaeospora cyanea Arnolds, Tabarés & Rocabruna 2003
- Pseudobaeospora deckeri C.F.Schwarz, 2012
- Pseudobaeospora defibulata Singer 1963
- Pseudobaeospora dichroa Bas 2002
- Pseudobaeospora ellipticospora Bas 2002
- Pseudobaeospora flavescens Singer 1969
- Pseudobaeospora frieslandica Bas ex Bas 1998
- Pseudobaeospora jamonii Bas, Lalli & Lonati 2002
- Pseudobaeospora laguncularis Bas 2002
- Pseudobaeospora lamingtonensis Aberdeen 1992
- Pseudobaeospora lavendulamellata Arnolds, Leelav. & Manim. 2004
- Pseudobaeospora murrillii E. Horak 1964
- Pseudobaeospora mutabilis Bas & Adamcík 2002
- Pseudobaeospora pallidifolia Bas, A. Gennari & Robich 1997
- Pseudobaeospora paulochroma Bas 2002
- Pseudobaeospora pillodii (Quél.) Wasser 1980 — Псевдобеоспора волосистая
- Pseudobaeospora pyrifera Bas & L.G. Krieglst. 1998
- Pseudobaeospora stevensii Desjardin 2004
- Pseudobaeospora syringea Singer 1963